# Nuoto ai Giochi della XIV Olimpiade - 400 metri stile libero maschili
La competizione dei 400 metri stile libero maschili di nuoto dei Giochi della XIV Olimpiade si è svolta nei giorni dal 31 luglio al 4 agosto 1948 alla Empire Pool a Londra.

## Risultati

### Batterie
Si sono disputate il 31 luglio. I primi due di ogni serie e i quattro migliori esclusi alle semifinali.
| Pos. | Atleta            | Nazione       | Tempo  |
| ---- | ----------------- | ------------- | ------ |
| 1    | James McLane      | Stati Uniti   | 4'42"2 |
| 2    | Imre Nyéki        | Ungheria      | 5'01"8 |
| 3    | Frank Roy Botham  | Gran Bretagna | 5'03"4 |
| 4    | José Durañona     | Argentina     | 5'05"8 |
| 5    | Alejandro Febrero | Spagna        | 5'16"9 |
| 6    | Robert Cook       | Bermuda       | 5'37"9 |
| 7    | Jack Hakim        | Egitto        | 5'40"3 |

| Pos. | Atleta            | Nazione        | Tempo  |
| ---- | ----------------- | -------------- | ------ |
| 1    | Alfredo Yantorno  | Argentina      | 4'53"8 |
| 2    | Donald Johnston   | Sudafrica      | 4'57"4 |
| 3    | Miroslav Bartůšek | Cecoslovacchia | 4'57"9 |
| 4    | Joseph Bernardo   | Francia        | 5'03"8 |
| 5    | Douglas Gibson    | Canada         | 5'13"4 |
| 6    | Walter Schneider  | Svizzera       | 5'25"5 |
| 7    | Walter Bardgett   | Bermuda        | 5'37"2 |

| Pos. | Atleta              | Nazione       | Tempo  |
| ---- | ------------------- | ------------- | ------ |
| 1    | Jack Hale           | Gran Bretagna | 4'53"3 |
| 2    | Alex Jany           | Francia       | 4'53"3 |
| 3    | Marijan Stipetić    | Jugoslavia    | 5'01"4 |
| 4    | Garrick Agnew       | Australia     | 5'06"1 |
| 5    | Luis Child          | Colombia      | 5'08"5 |
| 6    | Allen Gilchrist     | Canada        | 5'21"5 |
| 7    | Anwar Aziz Chaudhry | Pakistan      | 6'17"4 |

| Pos. | Atleta                | Nazione     | Tempo  |
| ---- | --------------------- | ----------- | ------ |
| 1    | György Mitró          | Ungheria    | 4'56"0 |
| 2    | Bill Heusner          | Stati Uniti | 4'58"3 |
| 3    | Branko Vidović        | Jugoslavia  | 4'58"7 |
| 4    | Isidoro Martínez-Vela | Spagna      | 5'10"0 |
| 5    | Juan Garay            | Argentina   | 5'10"4 |
| 6    | Derek Oatway          | Bermuda     | 5'20"9 |
| 7    | Bimal Chandra         | India       | 5'38"6 |

| Pos. | Atleta           | Nazione   | Tempo  |
| ---- | ---------------- | --------- | ------ |
| 1    | Géza Kádas       | Ungheria  | 4'52"8 |
| 2    | Per-Olof Östrand | Svezia    | 4'53"5 |
| 3    | Florbel Pérez    | Uruguay   | 5'04"7 |
| 4    | René Cornu       | Francia   | 5'05"2 |
| 5    | Isidoro Pérez    | Spagna    | 5'16"1 |
| 6    | Sambiao Basanung | Filippine | 5'21"5 |

| Pos. | Atleta           | Nazione       | Tempo  |
| ---- | ---------------- | ------------- | ------ |
| 1    | William Smith    | Stati Uniti   | 4'45"3 |
| 2    | John Marshall    | Australia     | 4'51"4 |
| 3    | Janko Puhar      | Jugoslavia    | 5'00"8 |
| 4    | Luis González    | Colombia      | 5'02"1 |
| 5    | Ari Guðmundsson  | Islanda       | 5'16"2 |
| 6    | Thomas Holt      | Gran Bretagna | 5'20"7 |
| 7    | Sultan Karim Ali | Pakistan      | 7'16"9 |

### Semifinali
Si sono disputate il 2 agosto. I primi due di ogni serie e i quattro migliori esclusi in finale.
| Pos. | Atleta            | Nazione        | Tempo  |
| ---- | ----------------- | -------------- | ------ |
| 1    | James McLane      | Stati Uniti    | 4:49.5 |
| 2    | John Marshall     | Australia      | 4:50.0 |
| 3    | György Mitró      | Ungheria       | 4:50.8 |
| 4    | Jack Hale         | Gran Bretagna  | 4:51.4 |
| 5    | Marijan Stipetić  | Jugoslavia     | 4:58.6 |
| 6    | Miroslav Bartůšek | Cecoslovacchia | 4:58.7 |
| 7    | Branko Vidović    | Jugoslavia     | 4:59.4 |
| -    | Imre Nyéki        | Ungheria       | NP     |

| Pos. | Atleta           | Nazione     | Tempo  |
| ---- | ---------------- | ----------- | ------ |
| 1    | Géza Kádas       | Ungheria    | 4'47"8 |
| 2    | William Smith    | Stati Uniti | 4'48"4 |
| 3    | Alex Jany        | Francia     | 4'51"3 |
| 4    | Alfredo Yantorno | Argentina   | 4'57"3 |
| 5    | William Heusner  | Stati Uniti | 4'57"4 |
| 6    | Janko Puhar      | Jugoslavia  | 4'58"7 |
| 7    | Donald Johnston  | Sudafrica   | 4'59"5 |
| -    | Per-Olof Östrand | Svezia      | NP     |

### Finale
Si è disputata il 4 agosto. 
| Pos.    | Atleta           | Nazione       | Tempo  |
| ------- | ---------------- | ------------- | ------ |
| Oro     | William Smith    | Stati Uniti   | 4'41"0 |
| Argento | James McLane     | Stati Uniti   | 4'43"4 |
| Bronzo  | John Marshall    | Australia     | 4'47"4 |
| 4       | Géza Kádas       | Ungheria      | 4'49"4 |
| 5       | György Mitró     | Ungheria      | 4'49"9 |
| 6       | Alex Jany        | Francia       | 4'51"4 |
| 7       | Jack Hale        | Gran Bretagna | 4'55"9 |
| 8       | Alfredo Yantorno | Argentina     | 4'58"7 |